# Chalcolecta bitaeniata
Chalcolecta bitaeniata är en spindelart som beskrevs av Simon 1884. Chalcolecta bitaeniata ingår i släktet Chalcolecta och familjen hoppspindlar. Inga underarter finns listade i Catalogue of Life.